# M/S Finnsirius
M/S Finnsirius är en ro-paxfärja som ägs av det finländska rederiet Finnlines. Fartyget byggdes av det kinesiska varvet China Merchants Jinling och sattes i trafik den 15 september 2023. Finnsirius är systerfartyg  till M/S Finncanopus som också är från 2023. Finnsirius ersatte M/S Europalink på sträckan Kapellskär - Långnäs - Nådendal. Fartyget är bland annat utrustad med tax-free, spa och restauranger. Fartyget har 5200 lastmeter och kan ta 1100 passagerare.

## Bildgalleri

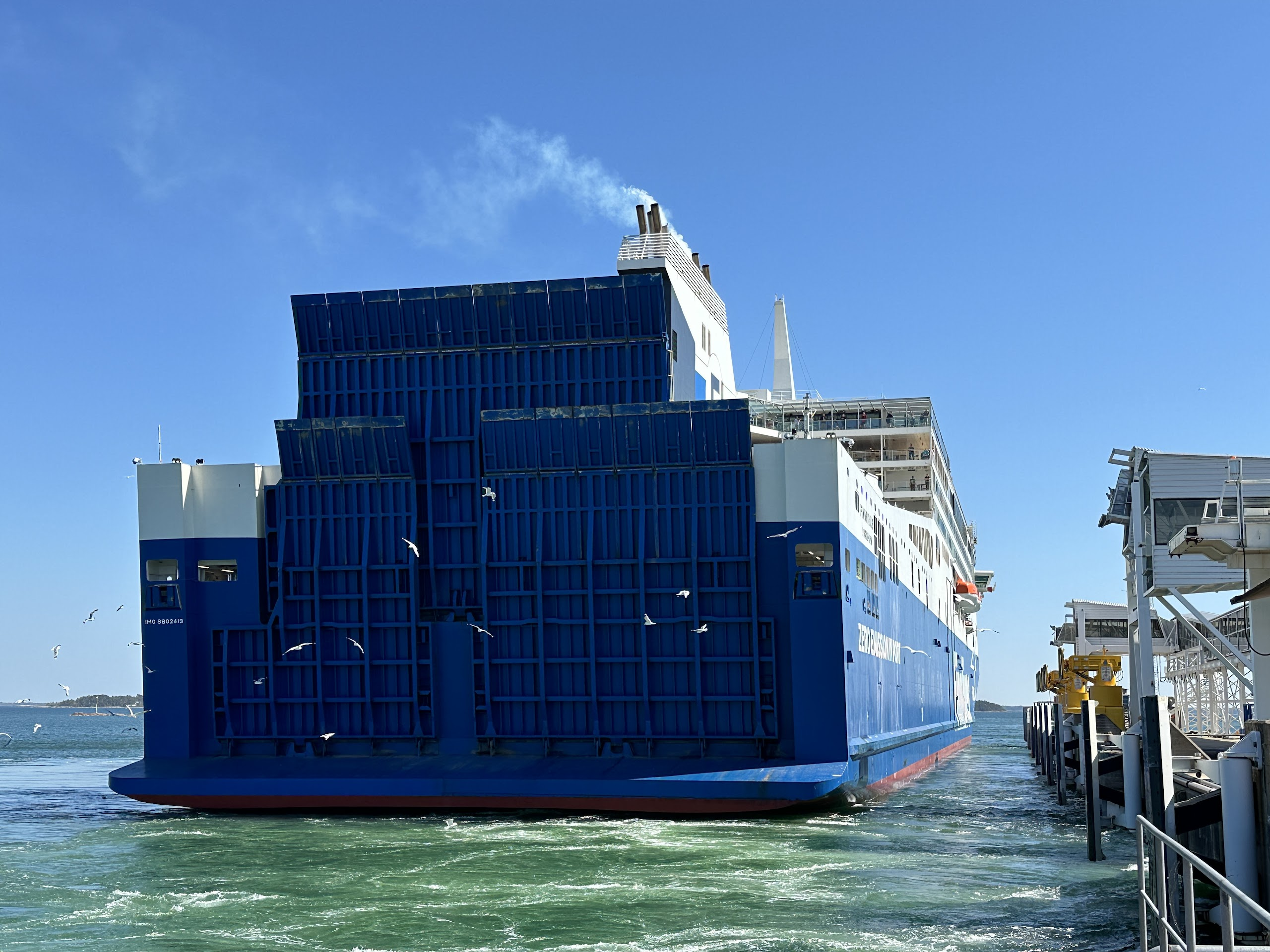
Finnsirius i Långnäs
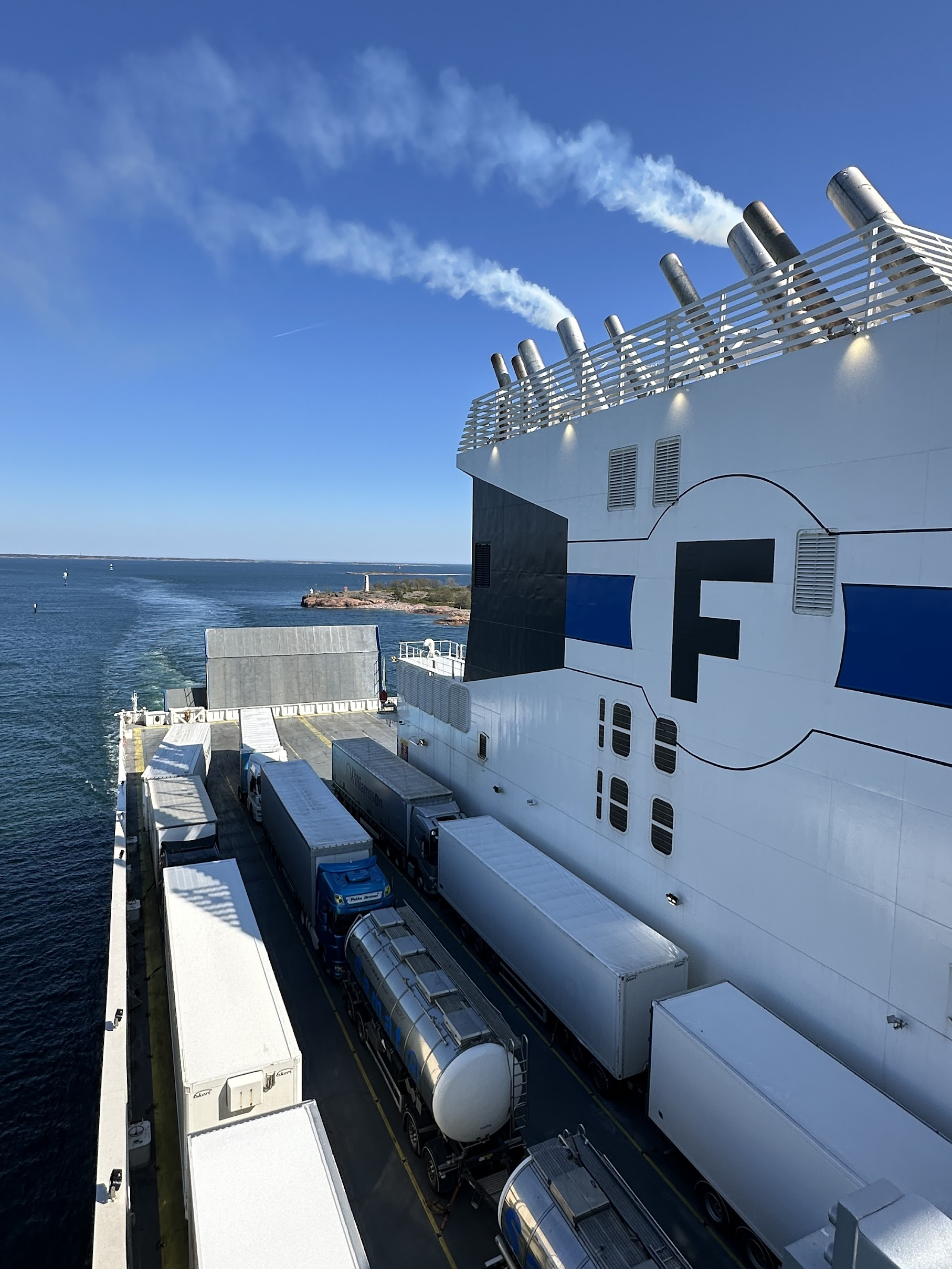
Finnsirius till havs